# Apurimacia
Apurimacia Harms – rodzaj roślin z rodziny bobowatych (Fabaceae). Według The Plant List obejmuje 6 gatunków. 

## Systematyka
Pozycja według APweb (aktualizowany system APG III z 2009)
Jeden z rodzajów plemienia Millettieae z podrodziny bobowatych właściwych (Faboideae) z rodziny bobowatych (Fabaceae) należącej do rzędu bobowców (Fabales) reprezentującego dwuliścienne właściwe.
Wykaz gatunków
| - Apurimacia boliviana (Britton) Lavin - Apurimacia dolichocarpa (Griseb.) Burkart - Apurimacia incarum Harms - Apurimacia libertatis Harms - Apurimacia lonchocarpoides Harms - Apurimacia michelii (Rusby) Harms |